# J-Dog
Jorel Decker, vystupující pod pseudonymem J-Dog (* 1. května 1984 Los Angeles, Kalifornie), je americký hudební producent, zpěvák, rapper, DJ a multiinstrumentalista, zakladatel skupiny Hollywood Undead, ve které zůstal jako poslední ze zakládajících členů.
Narodil se v roce 1984 v LA, ale jelikož již v mládí inklinoval k pouličním gangům, tak byl poslán na převýchovu do Nového Mexika. Po návratu do Kalifornie se začal věnovat, jako obrovský fanoušek The Who, hudbě. Stal se členem několika amatérských hudebních skupin. Průlom nastal, když se svými přáteli Aaronem Erlichmanem a Jeffreym Phillipsem založil metalové trio ve stylu Beastie Boys a v roce 2005 nahráli píseň Hollywood na sociální síť MySpace. Decker, Erlichman a Phillips poté rozjeli nový projekt, do kterého přizvali své přátelé, kterými byli Matthew Busek, George Ragan, Jordon Terrell a Dylan Alvarez, čímž zformovali úspěšnou hudební skupinu Hollywood Undead, která v roce 2008 vydala své debutové album Swan Songs.
J-Dog hraje na baskytaru, rytmickou kytaru, klávesy a syntetizér. Jeho pěvecký a hudební styl je velmi agresivní a jeho texty jsou často velmi vážného rázu, soustředí se na témata smrti, milostných problémů a násilí.
5. listopadu 2016 se oženil se svou dlouholetou přítelkyní Vanessu Jamesovou. V roce 2019 se však rozvedli. Je oddaným veganem a zajímá se o práva zvířat. Mimo hudby se věnuje podnikání – jeho farmaceutická společnost, Dove & Grenade, se zabývá pěstováním a prodejem lékařské marihuany.

## Diskografie

### Hollywood Undead
- Swan Songs (2008: A&M/Octone, Polydor)
- Desperate Measures (2009: A&M/Octone, Polydor)
- American Tragedy (2011: A&M/Octone, Polydor)
- Notes from the Underground (2013: A&M/Octone, Polydor)
- Day of the Dead (2015: Interscope)
- Five (2017: MDDN)
- New Empire, Vol. 1 (2020)
- New Empire, Vol. 2 (2020)
- Hotel Kalifornia (2022)

## Zajímavosti
- V roce 2017 v rozhovoru pro Impericon zařadil Prahu na první místo jeho nejoblíbenějších měst. Hlavním důvodem je architektura města.[5]
- Jorelova nejoblíbenější kapela je Slayer.[6]